# Фабріціо Віті
Фабріціо Віті (італ. Fabrizio Viti; нар. 22 лютого 1967, Каррара) — італійський дизайнер взуття.
Навчався в у відомій школі дизайну Istituto Marangoni, працював в студії дизайну в Мілані, після чого перейшов до Gucci, де почав співпрацювати з Tom Ford в напрямку колекцій чоловічого та жіночого взуття. З 1999 Фабріціо Віті працював в італійському домі моди Prada. Отримав посаду головного директора зі стилю взуття у французькому домі моди Louis Vuitton в жовтні 2004.. В Louis Vuitton безпосередньо працював із Марком Джейкобсом над реалізацією чоловічих та жіночих колекцій та показів.
В червні 2016 було представлено першу колекцію його власного бренду Fabrizio Viti, яка отримала назву «Будь ласка, не їжте маргаритки» (англ. "Please don't Eat the Daisies").
Також відомий своєю колекцією ляльок (понад півтисячі), які були джерелом його натхнення з дитинства.